# Sperillen
L'Sperillen és un llac de Noruega situat al municipi de Ringerike (comtat de Buskerud). El llac té una superfície de 37 m² i una profunditat màxima de 108 metres. Es troba a 150 metres sobre del nivell del mar.
Els rius Begna i Urula flueixen al llac des del nord. Al sud s'hi troba una planta d'energia hidroelèctrica. El llac és conegut per la seva pesca i les espècies més comunes de peixos en aquest llac són el peix blanc, el salvelí, la perca i la truita. La ruta europea E16 transcorre al llarg del costat est del llac.